# Cristacirrhitus
Cristacirrhitus is een monotypisch geslacht van straalvinnige vissen uit de familie van koraalklimmers (Cirrhitidae).

## Soort
- Cristacirrhitus punctatus (Cuvier, 1829)